# باولا توريس
باولا توريس هي متسابقة ملكة الجمال دومينيكانية، ولدت في 27 يونيو 1965 في سانتو دومينغو في جمهورية الدومينيكان.